# Tadeáš Hájek
Tadeáš Hájek z Hájku (ˈtadeaːʃ ˈɦaːjɛk ˈzɦaːjku) o Tadeáš Hájek di Hájek, Thaddaeus Hagecius ab Hayek, Thaddeus Nemicus (Praga, 1º dicembre – 1525, 1º settembre 1600) è stato un medico e astronomo ceco. Fu medico personale di Rodolfo II del Sacro Romano Impero.
Era figlio di Šimon Hájek (ca. 1485–1551), membro di un'antica famiglia. Fu reso nobile nel 1554 da Ferdinando I di Germania, cavaliere nel 1571 da Massimiliano II del Sacro Romano Impero e poi cavaliere del SRI da Rodolfo II. Ebbe tre mogli, tre figli e una figlia.
Studiò medicina e astronomia nel 1548–1549 a Vienna e si laureò nel 1550, ricevendo la laurea magistrale "in artibus" nel 1551. Nel 1554 studiò medicina a Bologna e si trasferì a Milano per seguire le lezioni di Girolamo Cardano, ma tornò presto a Praga per diventare professore di matematica all'università Carolina nel 1555.
Le sue ponderose opere latine di astronomia lo fecero considerare il massimo astronomo del suo tempo.    Era anche un collezionista di manoscritti, specialmente quelli di Copernico. Tuttavia pubblicò anche molti pronostici astrologici in ceco e per questo motivo è considerato oggigiorno un occultista più che un grande scienziato.
Gli sono dedicati il cratere Hagecius e l'asteroide 1995 Hajek.

## Opere

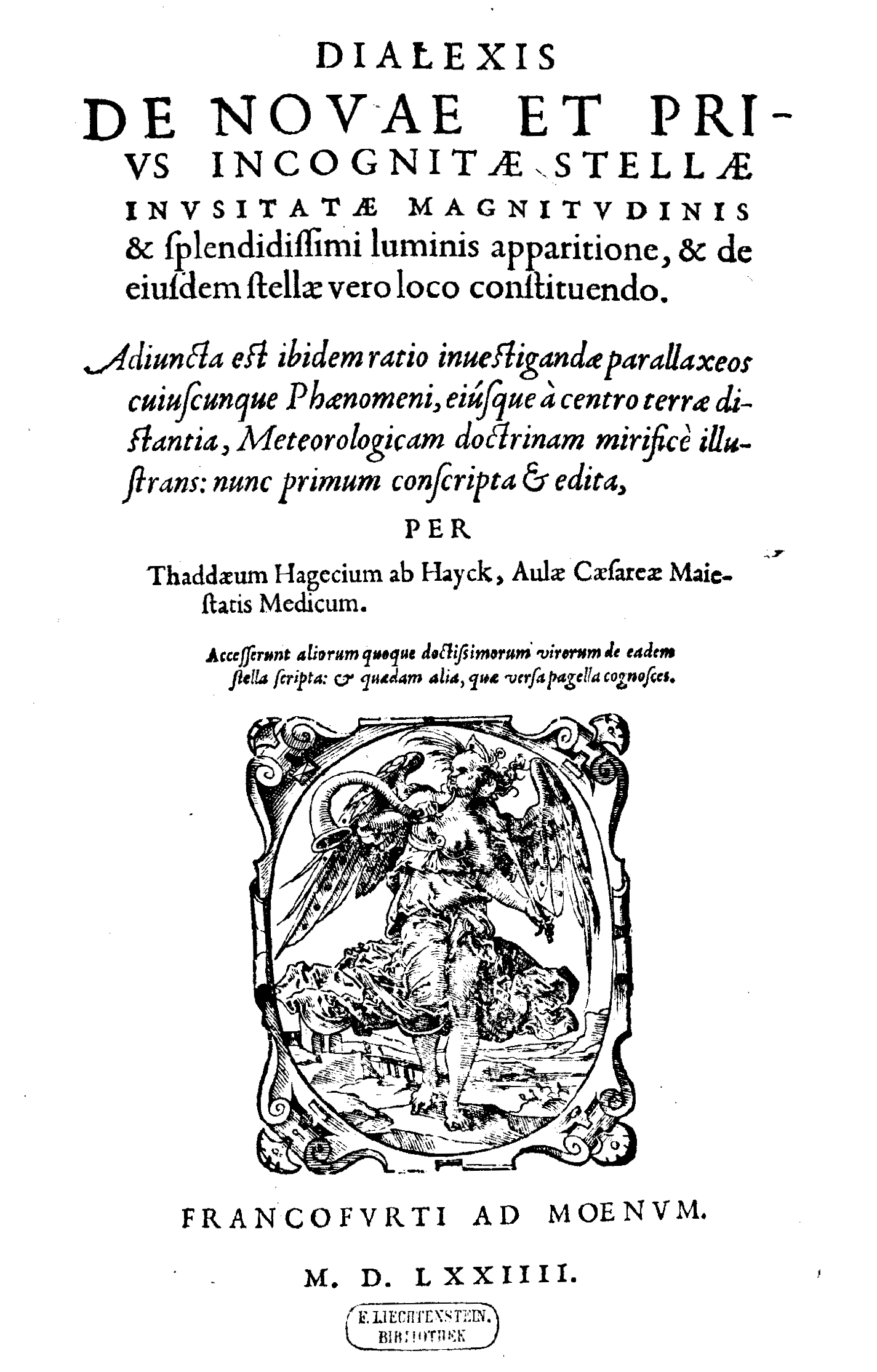
Dialexis de novae et prius incognitae stellae inusitatae magnitudinis et splendidissimi luminis apparitione, et de eiusdem stellae vero loco constituendo, 1574

- (LA) Dialexis de novae et prius incognitae stellae inusitatae magnitudinis et splendidissimi luminis apparitione, et de eiusdem stellae vero loco constituendo, Frankfurt am Main, Sigmund Feyerabend, 1574.